# Sybra ambigua
Sybra ambigua là một loài bọ cánh cứng trong họ Cerambycidae.